# Live 8

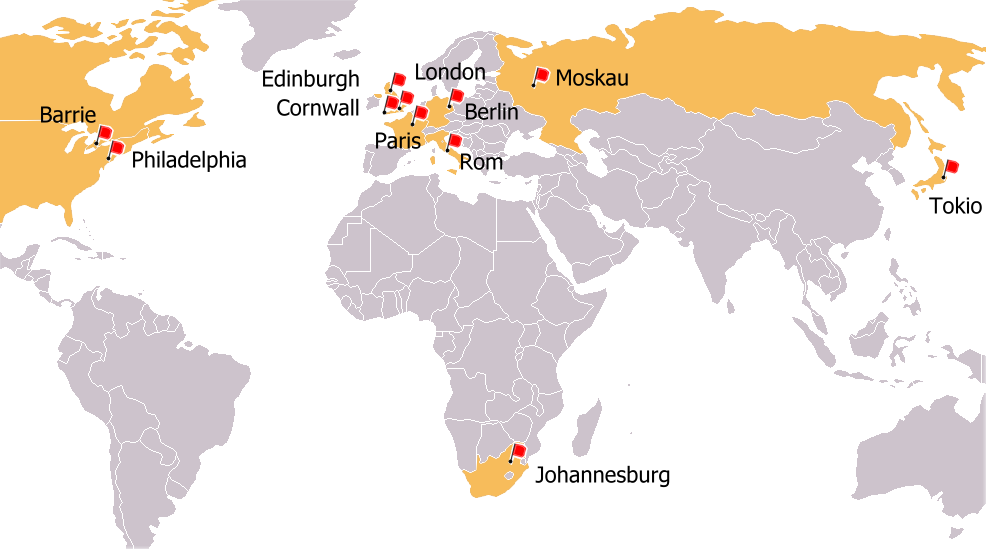
Miejsca koncertów

Live 8 – seria koncertów charytatywnych, które miały miejsce w lipcu 2005 r. w krajach grupy G8 oraz Republice Południowej Afryki, zorganizowana przez Boba Geldofa oraz Bono. Nazwa „Live 8” (live eight) to w języku angielskim gra słów nawiązująca do poprzedniego przedsięwzięcia Geldofa Live Aid (obie te nazwy wymawia się po angielsku podobnie), a także do faktu, że akcja związana jest ze spotkaniem grupy G8.
Zorganizowano dziesięć równocześnie odbywających się koncertów 2 lipca i jeden koncert 6 lipca. Prawo do transmisji koncertów na Polskę uzyskała telewizja TVN.
Na koncertach wystąpili (nie mając z tego żadnego zysku) m.in. The Who, Bon Jovi, Coldplay, Pink Floyd, U2, Keane, Metallica, Shakira, Green Day, Linkin Park, Paul McCartney, R.E.M., Madonna, Destiny’s Child, Snoop Dogg oraz Kanye West.

## Informacje
Koncerty odbyły się na krótko przed spotkaniem grupy G8, które miało miejsce w Gleneagles Hotel w Perthshire w Szkocji; jest to także dwudziesta rocznica koncertów Live Aid.
Wraz z trwającą w Wielkiej Brytanii kampanią Make Poverty History („Niech bieda stanie się tylko historią”), Live 8 miało za zadanie między innymi przekonać szefów krajów rozwiniętych, aby skreślili długi najuboższych krajów rozwijających się i zwiększyli pomoc humanitarną dla tych krajów.
Organizacja Live 8 pochłonęła 3/4 dochodów z koncertów.

## Lista artystów występujących na Live8

### Barrie
- African Guitar Summit
- Barenaked Ladies
- Blue Rodeo
- Bruce Cockburn
- Bryan Adams
- Chuck Berry
- Céline Dion (transmisja satelitarna z Las Vegas)
- Dan Aykroyd razem z Tom Green
- DMC
- Deep Purple
- DobaCaracol
- Gordon Lightfoot
- Great Big Sea
- Jann Arden
- Jet
- Les Trois Accords
- Mötley Crüe
- Neil Young
- Our Lady Peace
- Randy Bachman
- Sam Roberts
- Simple Plan
- Tom Cochrane
- Tragically Hip

### Berlin
- a-ha
- Sasha
- Anne Will
- Audioslave
- BAP
- Brian Wilson
- Chris de Burgh
- Claudia Schiffer
- Daniel Powter
- Die Toten Hosen
- Faithless
- Green Day
- Herbert Grönemeyer
- Joana Zimmer
- Juan Diego Flórez
- Juli
- Katherine Jenkins
- Michael Mittermeier
- Otto Waalkes
- Reamonn
- Renee Olstead
- Roxy Music
- Silbermond
- Söhne Mannheims
- Wir sind Helden

### Kornwalia
- Akim El Sikameya
- Angelina Jolie
- Angélique Kidjo
- Ayub Ogada
- Ayub Ogada oraz Uno
- Chartwell Dutiro
- Coco Mbassi
- Daara J
- Dido
- Emmanuel Jal
- Frititi
- Geoffrey Oryema
- Kanda Bongo Man
- Mariza
- Maryam Mursal
- Modou Diouf oraz O Fogum
- Peter Gabriel oraz Johnny Kalsi
- Shikisha
- Siyaya
- Thomas Mapfumo
- Tinariwen
- Youssou N’Dour oraz Super Etoile de Dakar

### Edynburg
- 1 Giant Leap wspomagane przez Will Young, Maxi Jazz, Neneh Cherry, Geoffrey Oryema, oraz Mahotella Queens
- Annie Lennox
- Beverley Knight
- Bob Geldof oraz Campino (z grupy Die Toten Hosen)
- Bono (prezenter)
- Chris Evans
- Claudia Schiffer (prezenterka, wystąpiła również w Berlinie)
- Coumi Nidu
- Davina McCall
- Eddie Izzard
- Embrace
- Feeder
- George Clooney
- Herbert Grönemeyer
- James Brown
- Jamie Cullum
- Katherine Jenkins
- Lenny Henry
- McFly
- Midge Ure
- Natasha Bedingfield
- Nelson Mandela
- Neneh Cherry
- Peter Kay
- Ronan Keating
- Snow Patrol
- Sugababes
- Susan Sarandon
- Texas
- The Corrs
- The Proclaimers
- The Thrills
- Travis
- Wangari Maathai
- Wet Wet Wet

### Johannesburg
- 4Peace Ensemble
- Jabu Khanyile & Bawete
- Lindiwe
- Lucky Dube
- Mahotella Queens
- Malaika
- Nelson Mandela
- Orchestra Baobab
- Oumou Sangaré
- Vusi Mahlasela
- Zola

### Londyn
- Annie Lennox
- Bill Gates
- Birhan Woldu
- Bob Geldof
- Brad Pitt
- Coldplay
- David Beckham
- David Walliams
- Dawn French
- Dido
- Elton John
- Joss Stone
- Keane
- Kofi Annan
- Lenny Henry
- Madonna
- Mariah Carey
- Ms. Dynamite
- Paul McCartney
- Pete Doherty
- Peter Kay
- Pink Floyd
- R.E.M.
- Razorlight
- Ricky Gervais
- Robbie Williams
- Scissor Sisters
- Snoop Dogg
- Snow Patrol
- Stereophonics
- Sting
- The Boomtown Rats
- The Killers
- The Who
- Travis
- U2
- UB40
- Velvet Revolver
- Youssou N’Dour

### Moskwa
- Agata Kristi
- Aliona Swiridowa
- Bi-2
- Bravo
- Dolphin
- Garik Sukaczew
- Jungo
- Linda
- Moral Code X
- Pet Shop Boys
- Red Elvises
- Spleen
- Walerij Sjutkin

### Paryż
- Alpha Blondy
- Amel Bent
- Andrea Bocelli
- Axelle Red
- Calogero
- Cerrone oraz Nile Rodgers
- Craig David
- David Hallyday
- Diam’s oraz Amel Bent
- Dido
- Faudel
- Florent Pagny
- Kyo
- Jet
- Laurent Boyer
- Louis Bertignac
- M. Pokora
- Magic System
- Muse
- Passi
- Placebo
- Raphael
- Shakira
- Solidarite Sida
- The Cure
- Tina Arena
- Yannick Noah
- Youssou N’Dour oraz Super Etoile de Dakar
- Zucchero

### Filadelfia
- Alicia Keys
- The Black Eyed Peas wraz z Ritą Marley oraz Stephenem Marleyem
- Black Ice
- Bon Jovi
- Chris Tucker
- Dave Matthews Band
- Def Leppard
- Destiny’s Child
- Dhani Jones
- DJ Green Lantern
- Don Cheadle
- Jars of Clay
- Jennifer Connelly
- Jimmy Smits
- Kaiser Chiefs
- Kanye West
- Keith Urban
- Lemon
- Linkin Park osobno i z Jay-Z
- Maroon 5
- Naomi Watts
- Natalie Portman
- Richard Gere
- Rob Thomas
- Sarah McLachlan wraz z Joshem Grobanem
- Slipknot
- Stevie Wonder
- Takalani Sesame
- Toby Keith
- Will Smith oraz DJ Jazzy Jeff

### Rzym
- Alex Britti
- Antonello Venditti
- Articolo 31
- Biagio Antonacci
- Cesare Cremonini
- Claudio Baglioni
- Duran Duran
- Elisa Toffoli
- Faith Hill
- Fiorella Mannoia
- Francesco De Gregori
- Francesco Renga
- Gemelli Diversi
- Irene Grandi
- Jane Alexander
- Jovanotti
- Laura Pausini
- Le Vibrazioni
- Luciano Ligabue
- Mauro Pagani
- Max Pezzali
- Meg
- Negramaro
- Negrita
- Nek
- Noa
- L’Orchestra di Piazza Vittorio
- Paola Cortellesi
- Piero Pelù
- Pino Daniele
- Planet Funk
- Povia
- Renato Zero
- Ron
- Stefano Senardi
- Tim McGraw
- Tiromancino
- Velvet
- Zucchero

### Tokio
- Björk
- Def Tech
- Do As Infinity
- Dreams Come True
- Good Charlotte
- McFly
- Rize

## Krytycy
Krytycy akcji podkreślają jednak, iż nie może ona zmienić sytuacji głodujących w Afryce, a skreślenie długów doprowadzi do powstania kolejnych i odsunie od afrykańskich przywódców konieczność dokonania zmian w polityce gospodarczej. Zdaniem przeciwników koncerty mają służyć jedynie „reanimacji” gasnących gwiazd rocka. Wytykano przedmiotowe traktowanie mieszkańców Afryki oraz niezaproszenie do udziału w koncertach wykonawców z tego kontynentu (celebrity colonialism).